# María Gómez (artista)
María Gómez (Salamanca, 16 de febrero de 1953) es una artista española dedicada a la pintura.

## Biografía
Nacida el 16 de febrero de 1953, sus primeros estudios artísticos los llevó a cabo en la Escuela de Artes y Oficios de Salamanca. En 1973 inició sus estudios en la Escuela de Bellas Artes de San Jorge de Barcelona y dos años después en la Escuela de Bellas Artes de San Fernando de Madrid. Sus primeras exposiciones fueron en 1977, en la galería Tebas y en la Casa de Velázquez, pero no fue hasta principios de los ochenta cuando se dio a conocer, gracias a su participación en varias exposiciones colectivas. En 1980 obtuvo una beca y estudió grabado con Bruno Müller en París. Realizó varios viajes a Grecia, Egipto e Italia, pero antes, en 1983, había expuesto en la Galería Montenegro, donde repetiría en 1985 y 1987. En 1991 estuvo en Roma con una beca para la Academia de España.
En su obra predomina la figura humana y el paisaje, y su plástica deriva del clasicismo. Sus figuras aparecen asociadas a paisajes imaginarios y su gama de colores se mueve entre grises, pardos y azules.

## Exposiciones individuales
- 1977: Galería Tebas, Madrid.
- 1983: Galería Montenegro, Madrid.
- 1984: Galería Magda Bellotti, Algeciras.
- 1985: Galería Montenegro, Madrid.
- 1986: Galería Temple, Valencia.
- 1987: Galería Montenegro, Madrid.
- 1988: Galería Fernando Silió, Santander.
- 1989: Museo de Bellas Artes de Málaga, Málaga; Galería Fúcares, Madrid.
- 1990: Akhnaton Gallery, El Cairo; Galería Magda Bellotti, Algeciras; Galería Mar Estrada, Madrid; Galería Fernando Silió, Santander.
- 1991: Espais. Centre d'Art Contemporani, Gerona; Galería Varron, Salamanca; Galería Artis, Salamanca.
- 1993: Agujeros de luz, Galería Lluc Fluxa, Palma de Mallorca.
- 1994: Nueve Constelaciones, Galería Antonio Machón, Madrid; Nueve Constelaciones, Galería Siboney, Santander; Constelaciones, Galería Mácula, Alicante.
- 1996: El Libro Dorado, Sala Broncense, Cáceres; El Libro Dorado, Ant. Convento de las Claras, Plasencia; II Libro. Galería Antonio Machón. Madrid.
- 1997: Capítulo IX, Galería Fernando Silió, Santander; Capítulo IX, Galería Magda Belloti, Algeciras.
- 1998: La desaparición, Galería Félix Gómez, Sevilla.
- 2000: SinTítulo, Galería Antonio Machón, Madrid.
- 2001: Campo, Galería María Llanos, Cáceres; Libro Tercero, Salas Rivadavia, Cádiz; Museo Cruz Herrera, Línea de la Concepción.
- 2002: Hipona, Petelia y Farsalia, Galería Alfredo Viñas, Málaga.
- 2003: Paz por la mañana, Galería Antonio Machón, Madrid; El escritor o las lectoras, Biblioteca Pública de Zamora, Zamora.
- 2004: El escritor o las lectoras, Museo de Salamanca, Salamanca.
- 2008: Maestro, Galería Siboney, Santander.
- 2011: Chaolín, Galería Amador de los Ríos, Madrid.
- 2012: El sueño erróneo, Galería Félix Gómez, Sevilla.